# 佐藤昌一郎 (政治家)
佐藤 昌一郎（さとう しょういちろう、1927年（昭和2年）12月10日 - 2010年（平成22年）8月25日）は、日本の政治家。元山形県村山市長（5期）。

## 来歴
山形県出身。1951年、東北大学農業経営学科卒。NHKに入り、報道部勤務を経て、宮崎、山形の各放送局長、中央研究所教授を務める。1980年の第12回参議院議員通常選挙において山形県選挙区から野党系候補として無所属で立候補したが落選した。1982年に村山市長選挙に立候補して初当選し、5期務めた。

## 栄典
- 2005年 - 勲五等双光旭日章